# Trichomyia squamosa
Trichomyia squamosa är en tvåvingeart som först beskrevs av Günther Enderlein 1937.  Trichomyia squamosa ingår i släktet Trichomyia och familjen fjärilsmyggor.
Artens utbredningsområde är Costa Rica. Inga underarter finns listade i Catalogue of Life.